# Sandy Point Gut
Sandy Point Gut ist ein so genannter ghaut (gut), ein ephemeres Gewässer ähnlich einer Fiumara, auf St. Kitts, im karibischen Inselstaat St. Kitts und Nevis.

## Geographie
Der Fluss entspringt im Westen von St. Kitts, im Südhang des Mount Liamuiga. Er verläuft nach Süden und mündet bald bei Sandy Point Town in der Pump Bay in das Karibische Meer, in der Nähe zur Mündung des benachbarten Crab Hill Gut.